# Macadamia
Macadamia (F. Muell., 1857) è un genere di piante perenni appartenente alla famiglia delle Proteaceae endemico dell'Australia orientale, formato da 4 specie.
Il nome del genere è un omaggio allo scienziato e uomo politico John Macadam (1827-1865), collega del botanico Ferdinand von Mueller che per primo le descrisse.

## Descrizione
Sono piante sempreverdi che sviluppano un'altezza compresa tra i 6 e i 40 m. Le foglie sono unite in gruppi da 3-6, hanno una forma ellittica, sono lunghe da 6–30 cm e hanno una larghezza tra i 2 e i 13 cm. I fiori sono prodotti in grappoli della lunghezza variabile tra i 5–30 cm, mentre i singoli fiori sono lunghi circa 10–15 mm, con una colorazione tra il bianco-rosa-porpora, con quattro tepali.

## Tassonomia
All'interno del genere Macadamia sono attualmente incluse quattro specie:
- Macadamia integrifolia Maiden & Betche
- Macadamia jansenii C.L.Gross & P.H.Weston
- Macadamia ternifolia F.Muell.
- Macadamia tetraphylla L.A.S.Johnson

## Coltivazione e sfruttamento

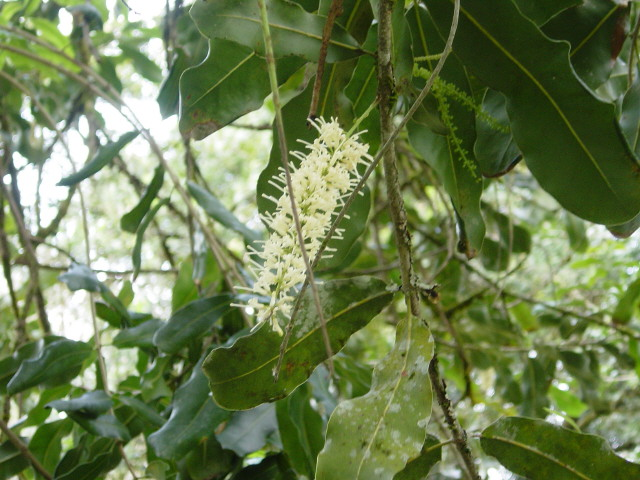
Fiori di Macadamia integrifolia.

Solo due specie di Macadamia producono frutti (detti noci macadamia) di rilevanza commerciale, la M. integrifolia e la M. tetraphylla. Altre specie producono invece frutti non adatti al consumo umano, in quanto tossici (M. jansenii e M. ternifolia) a causa della presenza di un glicoside. La componente tossica comunque può essere rimossa seguendo un processo di lisciviazione, che viene praticato anche dagli indigeni australiani, i quali utilizzano tutte le specie di Macadamia.
Le due specie adatte all'alimentazione vennero scoperte nelle foreste sud-orientali dell'Australia, più precisamente sul Monte Bauple nel Queensland australiano. Per questo, un altro nome di queste piante è Bauple nuts (noci di Bauple). La Macadamia è l'unica pianta alimentare nativa dell'Australia, che sia prodotta ed esportata in quantità significative.
Infatti il primo commercio delle Noci Macadamia venne organizzato attorno al 1880 da Mr. Charles Staff a Rous Mill, 12 km a sud est di Lismore, nel Nuovo Galles del Sud.
La Macadamia comunque non viene sfruttata industrialmente fino al raggiungimento dell'età di 7-10 anni ma, una volta che incomincia a produrre frutti, è redditizia anche per 100 anni. Le Macadamia preferiscono terriccio fertile, ben drenato. Richiedono inoltre un'elevata quantità d'acqua (le zone d'origine riportano piovosità medie comprese tra 1000–2000 mm annui), la resistenza al freddo è limitata ai circa 10 °C; anche se un albero adulto può sopportare brevi esposizioni a temperature prossime allo zero, la temperatura ottimale è di 25 °C. Le radici sono superficiali, quindi gli alberi sono soggetti a spezzarsi e cadere durante i temporali o in caso di forti raffiche di vento; inoltre soffrono particolarmente Oomiceti dannosi come Peronospora, che possono provocare il collasso dell'apparato radicale. Fuori dall'Australia, la produzione commerciale viene praticata alle Hawaii (che ne è il più importante produttore dopo l'Australia), Brasile, California, Costa Rica, Israele, Kenya, Bolivia, Nuova Zelanda, Sudafrica e Malawi.

## Commestibilità e tossicità

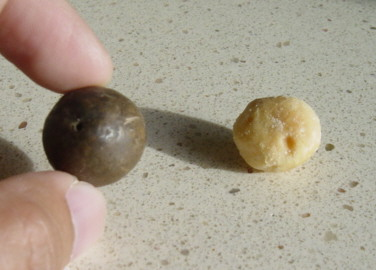
Noce macadamia nel suo guscio e una noce tostata

Le noci macadamia, pur essendo commestibili per l'uomo, sono tossiche per i cani e per i gatti. La tossicità è manifestata da debolezza, unita all'incapacità di reggersi sulle zampe fino a 12 ore dopo l'ingestione. Le condizioni si normalizzano generalmente entro le 48 ore dall'ingestione.
L'intossicazione casuale in natura è impossibile, dato che la polpa della noce è contenuta in un guscio durissimo.
Gli alberi vengono anche utilizzati come piante ornamentali nelle regioni subtropicali per la loro chioma folta e compatta e per i fiori molto belli.

## Origini
Secondo uno studio del 2019, circa il 70% delle noci macadamia prodotte nel mondo (quelle prodotte dagli alberi coltivati nelle Hawaii) deriva geneticamente da un singolo albero di Gympie, un piccolo villaggio nel Queensland in Australia. Da questo albero, alla fine del XIX secolo, Robert Jordan raccolse una manciata di semi che successivamente piantò in un terreno nei dintorni di Honolulu, dando così avvio a una larga diffusione.